# 杜恩达赫拉
杜恩达赫拉（Dundahera），是印度哈里亚纳邦Gurgaon县的一个城镇。总人口10640（2001年）。

## 人口
该地2001年总人口10640人，其中男性6238人，女性4402人；0—6岁人口1276人，其中男713人，女563人；识字率75.87%，其中男性为83.06%，女性为65.70%。